# Kanarski bor
Kanarski bor (znanstveno ime Pinus canariensis), je vrsta golosemenk iz družine iglavcev Pinaceae. Je veliko, zimzeleno drevo, domorodno in endemično na zunanjih Kanarskih otokih Atlantskega oceana.

## Opis
Kanarski bor je veliko zimzeleno drevo, ki zraste do 30–40 metrov visoko in 100–120 centimetrov premera v prsni višini, izjemoma do 60 m visoko in 265 cm premer. Zeleni do rumeno-zeleni listi so igličasti, v svežnjih po tri, dolgi 20–30 cm, z drobno nazobčanimi robovi in pogosto povešeni. Značilnost vrste je pojav sivih (modrikastozelenih) epikormičnih poganjkov, ki izraščajo iz spodnjega dela debla, vendar se to v njenem naravnem območju pojavi le kot posledica požara ali drugih poškodb. Storži so dolgi 10–18 cm, široki 5 cm, bleščeče kostanjevo rjave barve in pogosto ostanejo zaprti več let (serotinozni storži). Njegovi najbližji sorodniki so čir ali dolgolistni indijski bor (Pinus roxburghii) iz Himalaje, sredozemski borovci pinija (P. pinea), alepski bor (P. halepensis), Obmorski bor (P. pinaster) in turški ali kalabrijski bor (P. brutia) iz vzhodnega Sredozemlja.

## Taksonomija
Pinus canariensis je leta 1825 prvič opisal Augustin Pyramus de Candolle, ki je ime pripisal Christenu Smithu. Uvrščen je v pododdelek Pinaster podroda Pinus, oddelek Pinus. Druge vrste v pododdelku so razširjene predvsem v Sredozemlju, z eno vrsto (P. roxburghii) iz Himalaje.

## Razširjenost in življenjski prostor
Vrsta je avtohtona in endemična na zunanjih Kanarskih otokih (Gran Canaria, Tenerife, El Hierro in La Palma). Je subtropski bor in ne prenaša nizkih temperatur ali močne zmrzali, saj preživi temperature do približno –6 do –10 °C. Znotraj svojega naravnega območja raste pod zelo spremenljivimi režimi padavin, od manj kot 300 milimetrov do nekaj tisoč, večinoma zaradi razlik v lovljenju megle s strani listja. V toplih razmerah je to eden najbolj na sušo odpornih borovcev, ki živi tudi z manj kot 200 mm padavin na leto.
Domorodno območje razširjenosti se je nekoliko zmanjšalo zaradi prekomerne sečnje, tako da imajo le še otoki Tenerife, La Palma in Gran Canaria velike gozdove. Zares velika drevesa so še vedno redka zaradi pretiranega poseka.[1] Je najvišje drevo na Kanarskih otokih.

## Fosilni zapis
Fosili Pinus canariensis so bili opisani iz fosilne flore okrožja Kızılcahamam v Turčiji, ki je zgodnje pliocenske starosti. Fosilni storži, vključno s semeni Pinus canariensis, so znani iz poznega miocena v Abhaziji, iz Dunajske kotline in Kanarskih otokov. Na Kalitei na Rodosu so našli številne odlitke storžev, vključno s semeni iz zgodnjega pleistocena.

## Ekologija
Ta bor je eden najbolj ognjeodpornih iglavcev na svetu, zaradi številnih koristnih prilagoditev. Zlasti Pinus canariensis je ena redkih vrst bora, ki lahko epikormično ponovno vzklije, potem ko v požaru izgubi iglice.

## Uporaba
Izredno dolge iglice drevesa pomembno prispevajo k oskrbi otokov z vodo, saj zadržijo velike količine kondenza iz vlažnega zraka, ki prihaja iz Atlantika s prevladujočim severovzhodnim vetrom (lokalno imenovanim alisios). Kondenzacija nato pade na tla in jo zemlja hitro absorbira, sčasoma pa pronica do podzemnih vodonosnikov.
Aromatičen les, še posebej sredica, je med najboljšimi borovimi gozdovi, saj je trd, močan in trpežen. Les bora s Kanarskih otokov zdaj postaja priljubljen kot zvočni les za zvočne plošče za kitare in druge godalne instrumente.
V celinski Španiji, Južni Afriki, na Siciliji in v Avstraliji je postala naturalizirana vrsta zaradi prvotne uporabe krajine.
Pinus canariensis je priljubljeno okrasno drevo v toplejših podnebjih, na primer v zasebnih vrtovih, javnih krajinah in kot ulična drevesa v Kaliforniji.

## V kulturi
Je rastlinski simbol otoka La Palma.

## Galerija
- V naravnem habitatu na Kanarskih otokih
- Deblo
- Grozd zrelih moških storžkov Pinus canariensis na Gran Canarii
- Zreli odprti ženski storžc
- Slika na lesu
- Ognjevarno deblo
- Vilaflor, Tenerife
- Tenerife jug
- Pinus canariensis, Santa Cruz
- Gozd Pinus canariensis, La Palma
- Pinus canariensis, Caldera de Taburiente
- Tenerife
- Gran Canaria
- Moški storži Pinus canariensis fotografirani v Temeculi, CA, ZDA
- Ayacata, San Bartolomé de Tirajana, Gran Canaria
- Sadika v La Talleti, Tenerife, Kanarski otoki